# BPS状態
理論物理学において、BPS状態(BPS states)は、超対称な中心電荷 Z に等しい質量を持つ拡大超対称性(extended supersymmetry)の質量表現である。量子力学では、超対称性が破れない場合、質量がちょうど Z の絶対値に等しい。この重要性は、多重項が生成時の質量表現よりも短くなることにあり、状態は安定で、質量公式は完全になる。

## d=4, N=2 の場合
超代数(superalgebra)の奇の部分の生成子は、次の関係式を持つ。
{\displaystyle {\begin{aligned}\{Q_{\alpha }^{A},{\bar {Q}}_{{\dot {\beta }}B}\}&=2\sigma _{\alpha {\dot {\beta }}}^{m}P_{m}\delta _{B}^{A}\\\{Q_{\alpha }^{A},Q_{\beta }^{B}\}&=2\epsilon _{\alpha \beta }\epsilon ^{AB}{\bar {Z}}\\\{{\bar {Q}}_{{\dot {\alpha }}A},{\bar {Q}}_{{\dot {\beta }}B}\}&=-2\epsilon _{{\dot {\alpha }}{\dot {\beta }}}\epsilon _{AB}Z\\\end{aligned}}}
ここに、: {\displaystyle \alpha {\dot {\beta }}}  はローレンツ群のインデックスで、A, B は R-対称なインデックスである。
上の生成子の線型結合を次のように取る。
{\displaystyle {\begin{aligned}R_{\alpha }^{A}&=\xi ^{-1}Q_{\alpha }^{A}+\xi \sigma _{\alpha {\dot {\beta }}}^{0}{\bar {Q}}^{{\dot {\beta }}B}\\T_{\alpha }^{A}&=\xi ^{-1}Q_{\alpha }^{A}-\xi \sigma _{\alpha {\dot {\beta }}}^{0}{\bar {Q}}^{{\dot {\beta }}B}\\\end{aligned}}}
4つの運動量 {\displaystyle (M,0,0,0)} を持つ状態 ψ を考える。次の作用素をこの状態へ適用すると、
{\displaystyle {\begin{aligned}(R_{1}^{1}+(R_{1}^{1})^{\dagger })^{2}\psi &=4(M+Re(Z\xi ^{2}))\psi \\\end{aligned}}}
を得る。
しかし、これはエルミート作用素の平方であるので、右辺の係数は、すべての {\displaystyle \xi } に対し、正である必要がある。
特に、このことから導かれる最も強い結果は、
{\displaystyle {\begin{aligned}M\geq |Z|\\\end{aligned}}}
である。

## 応用例
- 超対称性を持つブラックホールのエントロピーSupersymmetric black hole entropies[2]

## 参照項目
- BPS境界（英語版）(Bogomol'nyi–Prasad–Sommerfield bound)
- 短超多重項（英語版）(short supermultiplet)